# نانتونگ ژونگنان اینترنشنال پلازا
نانتونگ ژونگنان اینترنشنال پلازا (انگلیسی: Nantong Zhongnan International Plaza) ساختمان اداری ۵۵ طبقه مستقر در شهر نانتانگ، چین است، که در سال ۲۰۱۱ احداث گردید.